# Treigny
Treigny je francouzská obec v departementu Yonne v regionu Burgundsko-Franche-Comté. V roce 2013 zde žilo 915 obyvatel.

## Poloha
Obec leží u hranic departementu Yonne s departementem Nièvre. Sousední obce jsou: Bouhy (Nièvre), Dampierre-sous-Bouhy (Nièvre), Lainsecq, Moutiers-en-Puisaye, Sainpuits, Saint-Amand-en-Puisaye (Nièvre) a Sainte-Colombe-sur-Loing.

## Zajímavosti
Na území obce pramení říčka Vrille, která je pravým přítokem řeky Loiry.
Dále se na území obce nachází zámek Ratilly a hrad Guédelon stavěný v moderní době středověkými postupy.

## Vývoj počtu obyvatel
Počet obyvatel